# Horacio Ameli
Horacio Andrés Ameli, mais conhecido como Horacio Ameli ( Rosario,  Santa Fé, Argentina, 7 de julho de 1974) é um ex-futebolista argentino que jogou em vários clubes de países como Argentina, Brasil, México e Espanha.

## Carreira
Horacio Ameli começou sua carreira profissional em 1994, defendendo o Colón. Deixou o clube em 1996 para defender os espanhóis do Rayo Vallecano. Voltou ao seu país natal em 1998, para defender o San Lorenzo. Em 2002 Ameli mudou-se para o time do Internacional, sendo campeão gaúcho. posteriormente se transferindo para o São Paulo, jogando 13 jogos pela Série A entre 2002 e 2003, marcando um gol. Voltou a Argentina em 2003 para jogar pelo River Plate, deixando-o, no ano seguinte, para jogar no clube mexicano América. Voltou novamente para a Argentina em 2005, depois se aposentou em 2006, defendendo o Colón.